# Stephen Williams (kolarz)
Stephen Williams (ur. 9 czerwca 1996 w Aberystwyth) – brytyjski kolarz szosowy.

## Osiągnięcia
Opracowano na podstawie:

2016
- 3. miejsce w New Zealand Cycle Classic

2017
- 2. miejsce w Flèche Ardennaise

2018
- 1. miejsce w Ronde de l’Isard
  - 1. miejsce w klasyfikacji górskiej
  - 1. miejsce na 1. i 2. etapie
- 1. miejsce na 7. etapie Giro Ciclistico d’Italia

2021
- 1. miejsce w Tour of Croatia
  - 1. miejsce na 5. etapie

2022
- 1. miejsce na 1. etapie Tour de Suisse

## Rankingi
| Rok              | 2016  | 2017  | 2018  | 2019 | 2020 | 2021 | 2022 | 2023 | 2024 |
| ---------------- | ----- | ----- | ----- | ---- | ---- | ---- | ---- | ---- | ---- |
| World Ranking    | 1388. | 1308. | 1034. | -    | -    | 333. | 547. | 217. | 46.  |
| UCI Europe Tour  | 1698. | 858.  | 642.  | -    | -    | 281. | 427. | -    | 36.  |
| UCI Oceania Tour | 47.   | -     | -     |      |      |      |      |      |      |
|                  |       |       |       |      |      |      |      |      |      |
| Źródło: UCI      |       |       |       |      |      |      |      |      |      |